# Уолтер, Томас
Томас Уолтер (англ. Thomas Walter, 1740 — 17 января 1789) — американский ботаник и миколог английского происхождения.

## Биография
Томас Уолтер родился в графстве Хэмпшир в 1740 году.
Он внёс значительный вклад в ботанику, описав множество видов растений.
Томас Уолтер умер 17 января 1789 года.

## Научная деятельность
Томас Уолтер специализировался на папоротниковидных, семенных растениях и на микологии.

## Научные работы
- Flora caroliniana. 1788.